# زمین‌لرزه اکتبر ۱۹۴۱ چین
زمین‌لرزه چین  در تاریخ ۸ اکتبر ۱۹۴۱ میلادی، برابر با ‎۱۶ مهر ۱۳۲۰، ساعت ۱۵:۲۴:۲۰ به زمان یوتی‌سی در چین رخ داد. بزرگی آن ۶ در مقیاس ریشتر اعلام شده‌است. زمین‌لرزه به وقت محلی در روز چهارشنبه، ساعت ۲۳ روی داده و منطقه زمانی آن یوتی‌سی +۸ بوده‌است .
سازمان زمین‌شناسی آمریکا نیز جای این زمین‌لرزه را در مختصات ۳۱°۴۲′شمالی ۱۰۲°۱۸′شرقی / ۳۱٫۷°شمالی ۱۰۲٫۳°شرقی و بزرگی آنرا برابر با ۶ در مقیاس ریشتر اعلام کرده‌است. 
شمار کشتگان زلزله حدود ۱۳۹ نفر بوده‌است.